# Jerez de los Caballeros (Gerichtsbezirk)
Der Gerichtsbezirk Jerez de los Caballeros ist einer der 14 Gerichtsbezirke in der Provinz Badajoz.
Der Bezirk umfasst 9 Gemeinden auf einer Fläche von 1.301,62 km² mit dem Hauptquartier in Jerez de los Caballeros.

## Gemeinden
| Gemeinde                               | Einwohner (2024) | Fläche km² | Dichte Einw./km² | Cod INE | Postleitzahl |
| -------------------------------------- | ---------------- | ---------- | ---------------- | ------- | ------------ |
| Barcarrota                             | 3.473            | 136,11     | 26               | 06016   | 06160        |
| Jerez de los Caballeros                | 9.112            | 739,79     | 12               | 06070   | 06380        |
| Oliva de la Frontera                   | 4.936            | 149,34     | 33               | 06093   | 06120        |
| Salvaleón                              | 1.656            | 71,80      | 23               | 06116   | 06174        |
| Salvatierra de los Barros              | 1.559            | 74,96      | 21               | 06117   | 06175        |
| Valencia del Mombuey                   | 713              | 74,95      | 10               | 06140   | 06134        |
| Valle de Matamoros                     | 332              | 4,90       | 68               | 06147   | 06177        |
| Valle de Santa Ana                     | 1.107            | 3,73       | 297              | 06148   | 06178        |
| Zahínos                                | 2.765            | 46,04      | 60               | 06159   | 06129        |
| Gerichtsbezirk Jerez de los Caballeros | 25.653           | 1.301,62   | 20               | –       | –            |